# The Saints Are Coming
The Saints Are Coming – piosenka punkrockowej grupy The Skids, pochodząca z jej wydanego w 1978 roku debiutanckiego albumu, Scared to Dance. Została wydana jako trzeci singel promujący tę płytę. W 2006 roku zespoły U2 i Green Day nagrały wspólnie własną wersję piosenki, a w 2008 swoją wersję nagrał niemiecki Von Thronstahl.

## Wersja oryginalna (The Skids)
The Skids wydali piosenkę jako drugi singel promujący ich debiutancki album, Scared to Dance. Został on wydany jako część składającego się z czterech utworów EP grupy, Wide Open. Utwór zajął miejsce #48 na liście UK Singles Chart w Wielkiej Brytanii. Tekst utworu został napisany przez wokalistę grupy, Richarda Jobsona, a muzyka przez innego członka zespołu, Stuarta Adamsona.
12 listopada 2006 roku, w wywiadzie udzielonym Sunday Post, Richard Jobson powiedział, że tekst opowiada o jego przyjacielu, który został wcielony do Armii Brytyjskiej i zginął w Irlandii Północnej. Stwierdził również, że żałuje, iż Stuart Adamson, który zmarł w 2001 roku, nie mógł być świadkiem ogromnego sukcesu jaki osiągnął „The Saints Are Coming”.

### Lista utworów Wide Open
1. „The Saints Are Coming” – 2:37
2. „Of One Skin” – 2:28
3. „Night and Day” – 2:35
4. „Contusion” – 2:42

## Wersja z 2006 roku (U2 & Green Day)
Piosenka powstała po przejściu przez Stany Zjednoczone Huraganu Katrina, którego skutki były najbardziej odczuwalne w Nowym Orleanie. We wrześniu 2006 roku, U2 i Green Day nagrali cover utworu The Skids, który następnie został wydany jako singel. Zyski z jego sprzedaży przekazano na cele charytatywne – pomoc ofiarom Huraganu Katrina.
Zespoły wykonały piosenkę podczas meczu futbolowego drużyn New Orleans Saints i Atlanta Falcons, w ramach Monday Night Football, który odbył się 25 września 2006 roku. Była to pierwsza rozgrywka na Louisiana Superdome od czasu przejścia Huraganu Katrina w sierpniu 2005 roku.
Wersja studyjna piosenki została wydana cyfrowo 30 października 2006 roku, a na CD 6 listopada 2006 roku. Utwór znalazł się także na kompilacyjnym albumie U2, U218 Singles. U2 po raz pierwszy wykonało piosenkę samodzielnie w Brisbane, w Australii, 7 listopada 2006.
Do utworu nakręcony został teledysk, który wyreżyserował Chris Milk. 27 października 2006 roku został on oficjalnie umieszczony na stronie YouTube i już po pięciu dniach liczba odwiedzin wyniosła ponad dwa miliony. Wideoklip ukazuje obydwa zespoły wykonujące piosenkę w Abbey Road Studio i na Louisiana Superdome oraz fragmenty wiadomości dotyczących tragicznych skutków Huraganu. Druga część teledysku ukazuje alternatywną historię, w której George W. Bush wycofuje maszyny oraz żołnierzy z Iraku i posyła do Nowego Orleanu, by pomóc licznym ofiarom. Personel militarny przyjmuje wtedy tytułową nazwę „saints” (świętych). Utwór otrzymał nominację do nagrody Grammy w kategorii „Best Rock Performance By A Duo Or Group”. Podczas koncertu U2 na Hawajach, kończącego trasę Vertigo Tour, Billie Joe wykonał wraz z zespołem „The Saints Are Coming”.

### Pozycje
| Kraj/Lista (2006)                                       | Pozycja |
| ------------------------------------------------------- | ------- |
| Australia (ARIA Top 50)                                 | 1 (1)   |
| Dania (IFPI Denmark Top 20)                             | 1 (3)   |
| Hiszpania (AFYVE Top 20)                                | 1 (4)   |
| Holandia (Gfk Mega Charts Top 100)                      | 1 (2)   |
| Irlandia (IRMA Top 50)                                  | 1 (1)   |
| Kanada (Canadian Singles Chart)                         | 1 (10)  |
| Norwegia (VG/GGF Top 20)                                | 1 (1)   |
| Szwajcaria (Media Control Top 100)                      | 1 (1)   |
| Węgry (MAHASZ Top 10)                                   | 1 (1)   |
| Włochy (FIMI Top 50)                                    | 1 (5)   |
| Belgia (Ultratop Top 50)                                | 2       |
| Wielka Brytania (The Official UK Charts Company Top 75) | 2       |
| Austria (Media Control Top 75)                          | 3       |
| Nowa Zelandia (RIANZ Top 40)                            | 4       |
| Szwecja (GLF Top 60)                                    | 4       |
| Czechy (IFPI Chart)                                     | 5       |
| Grecja (IFPI Greece Top 50)                             | 5       |
| Niemcy (Media Control Top 100)                          | 6       |
| Finlandia (IFPI Finland Top 20)                         | 8       |
| Polska (Official Singles Chart)                         | 11      |
| Belgia-Wallonia (Ultratop Top 40)                       | 12      |
| Łotwa (Airplay Top 50)                                  | 16      |
| Stany Zjednoczone (Modern Rock Tracks)                  | 22      |
| Japonia (Oricon Top 30)                                 | 25      |
| Stany Zjednoczone (Mainstream Rock Tracks)              | 33      |
| Francja (IFOP/SNEP Top 100)                             | 44      |
| Stany Zjednoczone (Billboard Hot 100)                   | 51      |